# Dimitrij Petrovič Rezvi
Dimitrij Petrovič Rezvi (rusko Дмитрий Петрович Резвый), ruski general, * 1762, † 1823.
Bil je eden izmed pomembnejših generalov, ki so se borili med Napoleonovo invazijo na Rusijo; posledično je bil njegov portret dodan v Vojaško galerijo Zimskega dvorca.

## Življenje
10. septembra 1781 se je pridružil ruski vojski in 12. maja 1786 je bil povišan v zastavnika in postavljen za prevajalca v štabu generala Meller-Zakomelskega. V letih 1788-91 se je boril s Turki in leta 1794 s Poljaki. 12. avgusta 1798 je bil povišan v polkovnika. Naslednje leto se je udeležil italijansko-švicarske kampanje. 15. oktobra istega leta je bil povišan v generalmajorja in postavljen za poveljnika artilerijskega bataljona. Med 7. marcem 1800 in 27. avgustom 1801 ter med 18. junijem 1803 in oktobrom 1806 je bil poveljnik 2. artilerijskega polka. V letih 1806-07 se je bojeval proti Turkom in v letih 1808-11 se je bojeval proti Turkom. Leta 1812 je bil imenovan za poveljnika artilerije Donavske armade. Naslednje leto je sodeloval pri obleganju Hamburga. 
17. decembra 1815 se je upokojil zaradi zdravstvenih težav.